# Lebutun (Ort, Betulau)
Lebutun ist eine osttimoresische Siedlung im Suco Betulau (Verwaltungsamt Lequidoe, Gemeinde Aileu).

## Geographie und Einrichtungen
Das Dorf Lebutun liegt in einer Meereshöhe von 1052 m, im Zentrum der Aldeia Lebutun, deren Territorium noch bis 2015 zum Suco Acubilitoho gehörte. Pisten verbinden das Dorf mit seinen Nachbarorten: Naumata, südlich des Flusses Manufonihun, eines Quellfluss des Nördlichen Laclós und Cleta, einem Weiler im Norden.
Im Dorf Lebutun befindet sich eine Grundschule.